# إي إل إم - 2084

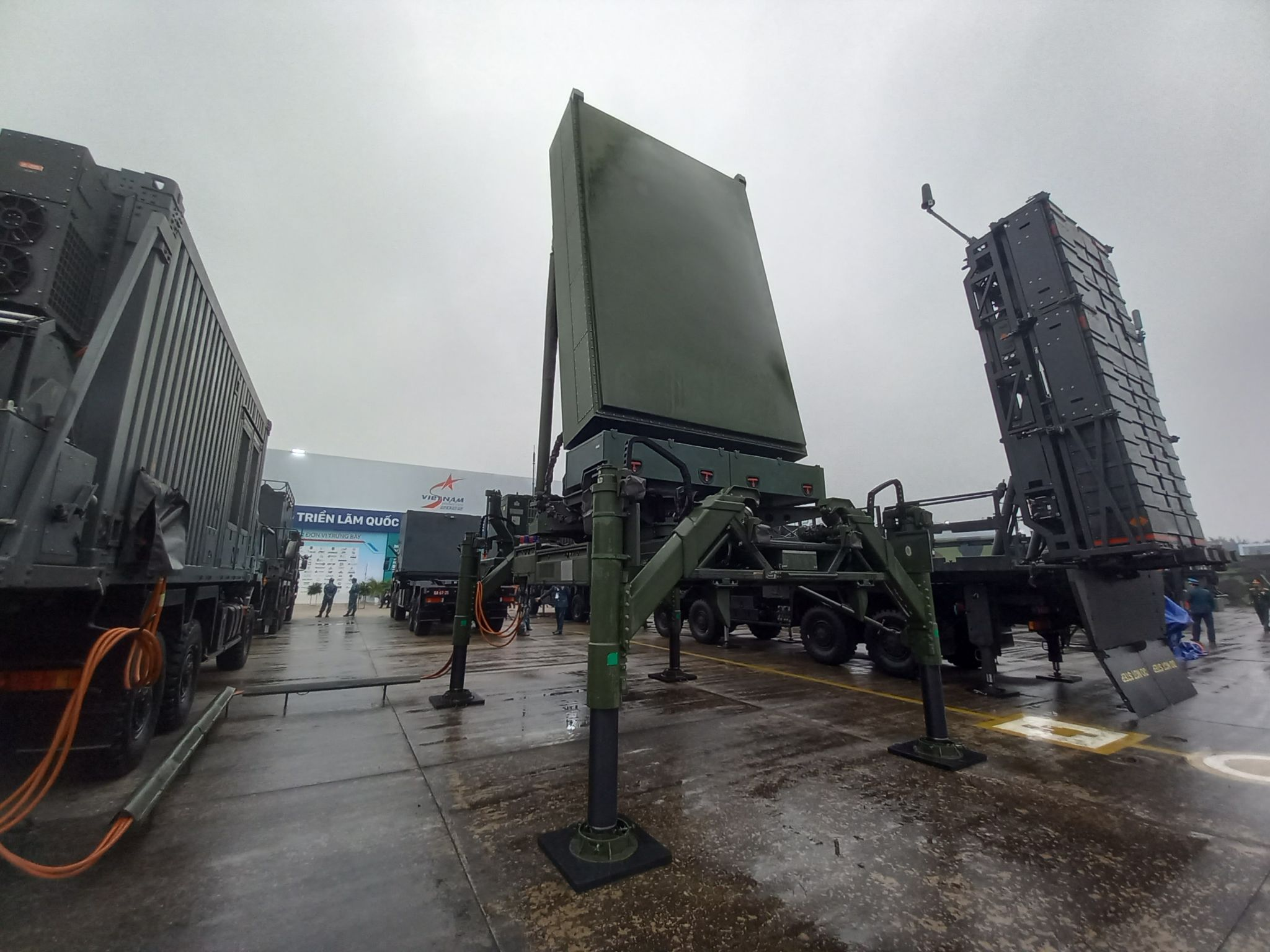
هوائي في نظام «2084» تابع للدفاع الجوي الفيتنامي، عُرض إلى جانب بطارية دفاعية من طراز «سبايدر-مدى متوسط»، ويعمل كجهاز توجيه للنيران في المنظومة.

إي إل إم - 2084 هو منظومة رادار ميدانية أرضية متنقلة، ثلاثية الأبعاد، متعددة المهام، تعمل بتقنية المسح الإلكتروني النشط، تُنتجها شركة «إلتا» التابعة لمؤسسة الصناعات الجوية الإسرائيلية.
يستطيع هذا الرادار كشف وتتبع الطائرات والمقذوفات البالستية، ويستخدم لتوجيه النيران في أنظمة الدفاع الجوي أو اعتراض الصواريخ والمدفعية.
وقد اقتنت هذا النظام جيوش عدة، منها: جيش الدفاع الإسرائيلي، الجيش الكندي، القوات المسلحة السنغافورية، الجيش التشيكي، والقوات المسلحة السلوفاكية.

## تطوير المنظومة
بدأ تطوير المنظومة عام 2002 استجابة لتزايد التهديدات الصاروخية على الجيش الاسرائيلي والمستوطنات، بالتعاون بين «إلتا» ومديرية تطوير الأسلحة والتقنيات التابعة لوزارة الدفاع الإسرائيلية.
وقد استُخدم النموذج الأولي في حرب غزة 2008 كجهاز إنذار مبكر، حيث رصد قصف «حماس» المدفعي وأنذر الجبهة الداخلية الإسرائيلية. وفي 7 أبريل 2011، أجرِي أول اعتراض ناجح لصاروخ أُطلق من غزة نحو عسقلان باستخدام الرادار كجهاز توجيه للنيران ضمن منظومة «القبة الحديدية».

## المواصفات
تتكوّن المنظومة من: وحدة الرادار، وحدة التحكم، وحدة التبريد، والمولد الكهربائي. وهي قابلة للتركيب على مركبات نقل مختلفة.
المهام الرئيسة:
- رصد مصادر النيران: تتبع القذائف البالستية وتحديد أماكن إطلاقها.
- الإنذار المبكر: حساب موقع السقوط لتحذير السكان أو الوحدات.
- تصحيح نيران المدفعية الصديقة: تتبع قذائفها وتقديم بيانات التصويب.
- المراقبة الجوية: رسم صورة جوية متكاملة عبر تتبع الطائرات.
- توجيه النيران: ضمن منظومات مثل القبة الحديدية ومقلاع داود.

الخصائص التقنية:
- يعتمد تقنية المسح الإلكتروني النشط.
- أثبت فعاليته في عدد كبير من عمليات الاعتراض.
- قابل للدمج مع أنظمة القيادة والتحكم الحديثة.
- يعالج التهديدات الجوية والبالستية بما فيها الأهداف ذات البصمة الرادارية المنخفضة.

## النماذج
- النموذج الرئيسي (2084): يُستخدم في مهام المراقبة الجوية، وتحديد مصادر النيران، وتوجيه الصواريخ في المدى المتوسط.
- النموذج المصغر: لمدى متوسط وطاقات تشغيلية أقل.
- النموذج 2311: رادار ميداني يعمل في النطاق «س» لاستخدامات رصد المدفعية، يُركَّب على مركبة واحدة ويعمل بطاقم محدود.
- النموذج البحري (2248): مركب على السفن، يتيح تغطية دائرية كاملة، ويُستخدم في البحرية الإسرائيلية والهندية، ويوجه صواريخ منظومة «باراك 8».
- النموذج الأرضي من 2248: يتكون من وحدة دوارة واحدة ويُعتقد أنه مخصص لمنظومات دفاع جوي أرضية.

## المستخدمون
- إسرائيل: تُشغِّل جميع النماذج تقريبًا في مهام الإنذار والدفاع الجوي ورصد المدفعية.
- أذربيجان: استُخدم النظام على الأقل منذ عام 2019.
- كندا: اشترت 10 وحدات وستدخل الخدمة تحت الاسم «MPQ-504».
- التشيك: اشترت 8 وحدات، وبدأت عملية الاستلام في 2022.
- فنلندا: اقتنت عدداً كبيراً من رادارات النموذج 2311 لاستخدامات المدفعية والرصد الجوي الثانوي.
- المجر: طلبت وحدات من النموذج 2084 لاستبدال الرادارات السوفيتية القديمة.
- الهند: تستخدم النموذج البحري 2248 على متن قطعها البحرية.
- سنغافورة: تُشغّل النموذج 2084 في الدفاع الجوي، و2311 على مركبات برمائية باسم SAFARI.
- فيتنام: اشترت النظام مع منظومات سبايدر الدفاعية، وتُظهر الصور تشغيله الفعلي.

## وصلات خارجية
- كتيب المنظومة - المؤسسة الإسرائيلية للصناعات الجوية (بالإنجليزية)